# KISS Forever Band
KISS Forever Band ist eine KISS-Tribute-Band aus Budapest. Sie wurde 1995 durch Zóltan Váry, Füzfa Zóltan, Zóltan Maróthy & Tobola Csaba gegründet.

## Geschichte
1995 folgten die ersten Konzerte im E-Klub in Budapest. Zum 25. Bühnenjubiläum von KISS entschloss sich die KISS Forever Band dazu, ab sofort in voller Kostümierung und Make Up aufzutreten. Dies geschah ab März 1998. Ab Mai 1998 ging es dann für die Band auf erste Auslandskonzerte, u. a. in Österreich und Deutschland. 1999 veröffentlichte der „KISS Deutschland Fanclub“ einen CD Sampler namens A Tribute to KISS, auf dem diverse deutsche Künstler (u. a. Die Ärzte, Die Toten Hosen) mitwirkten. Die KISS Forever Band hat mit dem KISS-Titel Shout it out Loud auf dem Sampler beigetragen.
Im Jahr 2000 ging es für die Band steil bergauf. Sie spielten Festivals in Ungarn sowie in Deutschland und planten ihr erstes Studioalbum. Im Frühling 2001 war es dann soweit. Die Band veröffentlichte ihr erstes Album namens Carnival of Songs, welches unter dem Major Label TOM-TOM Records erschien. 2003 erschien das zweite Studioalbum mit dem Titel Plug it Out, ebenfalls veröffentlicht unter dem Major Label TOM-TOM Records.
Im Jahr 2005 verließ Schlagzeuger Tobola Csaba die Band und wurde durch Radek Sikl, einen Drummer aus der Tschechischen Republik, ersetzt. Radek Sikl hatte sofort Großes vor sich und musste sich als Auftakt bei der KISS Forever Band sofort auf einer England-Tour hinter dem Schlagzeug beweisen. 2006 folgte die Veröffentlichung des dritten Albums namens „Live & Loud“, auch wieder unter dem Major Label TOM-TOM Records. Außerdem spielte die Band in diesem Jahr auch in Moskau. 2007 folgte die erste Tournee in Spanien sowie Portugal.
2008 erschien die erste offizielle DVD der Band unter dem Major Label TOM-TOM Records. Die DVD trägt den gleichen Titel wie das dritte Album: „Live & Loud“.
Bei einer Internetabstimmung zum „KISS Tribute Band Contest“ zogen sie zwei Tage vor dem Tourauftakt zu ihrer „End of the World Tour“ ins Finale ein. Aus über 200 angemeldeten KISS Tribute Bands rund um den Globus wurden per Internetabstimmung die vier Bestplatzierten nach Las Vegas eingeladen. In der Jury saß am 29. Januar 2012 auch Tommy Thayer. Die Band belegte hinter „Mr.Speed“ den zweiten Platz.
Am 17. Januar 2013, zum einjährigen Bestehen des Hard Rock Cafe Budapest, spielte die KISS Forever Band zwei Shows – eine davon war ein Unplugged-Konzert.
2014, zum „40 Anniversary Year“ von KISS, spielte die KISS Forever Band in mehreren Hard Rock Cafes in Europa, u. a. in München.
Auch 2018 traten sie in Deutschland, Österreich, Ungarn, Tschechien und weiteren Ländern auf, unter anderem wieder im Hard Rock Cafe München am 19. April 2018, vor begeisterten KISS- und KISS-Forever-Band-Fans.
Ihre „25th Anniversary Tour“ im Jahr 2020 führt sie nach Norwegen, Deutschland und Ungarn.

## Diskografie
Studioalben
- 2001: Carnival of Songs
- 2003: Plug It Out
- 2006: Live & Loud

DVD
- 2008: Live & Loud